# Coppa Italia 2006 (pallacanestro femminile)
La Coppa Italia di pallacanestro femminile 2006 (chiamata anche Final Six 2006 o Lavezzini Cup per motivi di sponsorizzazione) si è disputata dal 24 al 26 marzo al PalaCampagnola di Schio. Vi hanno preso parte le sei squadre che al termine del girone d'andata del campionato di Serie A1 occupavano i primi posti in classifica ovvero Priolo, Schio, Faenza, Como, Ribera e Napoli, con queste due  ultime squadre ammesse direttamente al secondo turno.
In questa edizione è stato sperimentato l'utilizzo del canestro a 2.9 metri d'altezza.
Nei quarti di finale Priolo batte la Pool Comense 65-76 e il Club Atletico Faenza Pallacanestro batte i padroni di casa della Pallacanestro Femminile Schio 63-57.
In semifinale la Pallacanestro Ribera batte il Trogylos Priolo 60-49 e il Napoli Basket Vomero è eliminato dal Club Atletico Faenza Pallacanestro 48-64.
Ha vinto il torneo la Pallacanestro Ribera, sponsorizzato dal Banco di Sicilia. È stata la prima volta che una squadra siciliana ha conquistato la Coppa Italia.

## Tabellone
|  | Quarti | Quarti          | Quarti        |                 |              | Semifinali   | Semifinali   | Semifinali |  |  | Finale | Finale | Finale |  |
|  |        |                 |               |                 |              |              |              |            |  |  |        |        |        |  |
|  |        |                 |               |                 |              | 2            | Pall. Ribera | 60         |  |  |        |        |        |  |
|  |        |                 |               |                 |              | 2            | Pall. Ribera | 60         |  |  |        |        |        |  |
|  |        |                 |               | Trogylos Priolo | 49           |              |              |            |  |  |        |        |        |  |
|  | 3      | Pool Comense    | 65            | Trogylos Priolo | 49           |              |              |            |  |  |        |        |        |  |
|  | 3      | Pool Comense    | 65            |                 |              |              |              |            |  |  |        |        |        |  |
|  | 6      | Trogylos Priolo | 76            |                 |              |              |              |            |  |  |        |        |        |  |
|  | 6      | Trogylos Priolo | 76            |                 | Pall. Ribera | Pall. Ribera | 75           |            |  |  |        |        |        |  |
|  |        |                 |               |                 |              |              |              |            |  |  |        |        |        |  |
|  |        |                 | C.A. Faenza   | C.A. Faenza     | 72           |              |              |            |  |  |        |        |        |  |
|  |        |                 |               | C.A. Faenza     | 72           |              |              |            |  |  |        |        |        |  |
|  |        |                 |               |                 |              |              |              |            |  |  |        |        |        |  |
|  |        |                 |               |                 |              |              |              |            |  |  |        |        |        |  |
|  |        | 1               | Napoli Vomero | 48              |              |              |              |            |  |  |        |        |        |  |
|  |        |                 |               | 48              |              |              |              |            |  |  |        |        |        |  |
|  |        |                 |               | C.A. Faenza     | 64           |              |              |            |  |  |        |        |        |  |
|  | 4      | C.A. Faenza     | 63            | C.A. Faenza     | 64           |              |              |            |  |  |        |        |        |  |
|  | 4      | C.A. Faenza     | 63            |                 |              |              |              |            |  |  |        |        |        |  |
|  | 5      | Famila Schio    | 57            |                 |              |              |              |            |  |  |        |        |        |  |

## La finale
| Arbitri: | Vaccarini (La Spezia) Rostain (Torino) |

| |            | |
| Hoffman 19 | Punti      | 24 Ballardini |
| Stabile, Viglione, Perfetti 1 | Assist     | 1 Coelho |
| Hoffman 11 | Rimbalzi   | 7 Coelho |
| Stabile 13 (1/2, 3/4) Falauto (N.e.) Cerretti (N.e.) Skrastiņa 16 (4/5, 2/2) Biral (N.e.) Reeves 10 (3/8, 1/2) Viglione 6 (1/2, 1/2) Zanon 8 (2/5, 0/1) Perfetti 3 (0/3, 1/2) Hoffman 19 (6/13, 1/2) | Formazioni | Ana Flavia 18 (1/3, 2/9) Franchini 12 (3/5, 2/5) Pastore 2 (1/2, 0/1) Forni (N.e.) Ballardini 24 (7/13, 1/6) Casadio 3 (1/2 da 3) Jokic 5 (2/3, 0/1) Cappuccio (N.e.) Coelho 6 (2/5) Arnetoli 2 (1/2, 0/1) |
| Orlando | Allenatori | Ticchi |